# Cadena de mando
| Niveles de agrupación militar | Niveles de agrupación militar | Niveles de agrupación militar |
| --- | ----------------------------- | ----------------------------- |
| \| Unidad militar \| Soldados \| Mando \| \| -------------- \| --------- \| -------- \| \| Brigada \| 3000-7000 \| General \| \| Regimiento \| 1000-3000 \| Coronel \| \| Batallón \| 300-1500 \| Mayor \| \| Compañía \| 70-250 \| Capitán \| \| Sección \| 30-40 \| Teniente \| \| Pelotón \| 15-20 \| Sargento \| \| Escuadra \| 7-10 \| Cabo \| |                               |                               |
| Unidad militar | Soldados                      | Mando                         |
| Brigada | 3000-7000                     | General                       |
| Regimiento | 1000-3000                     | Coronel                       |
| Batallón | 300-1500                      | Mayor                         |
| Compañía | 70-250                        | Capitán                       |
| Sección | 30-40                         | Teniente                      |
| Pelotón | 15-20                         | Sargento                      |
| Escuadra | 7-10                          | Cabo                          |

| Unidad militar | Soldados  | Mando    |
| -------------- | --------- | -------- |
| Brigada        | 3000-7000 | General  |
| Regimiento     | 1000-3000 | Coronel  |
| Batallón       | 300-1500  | Mayor    |
| Compañía       | 70-250    | Capitán  |
| Sección        | 30-40     | Teniente |
| Pelotón        | 15-20     | Sargento |
| Escuadra       | 7-10      | Cabo     |

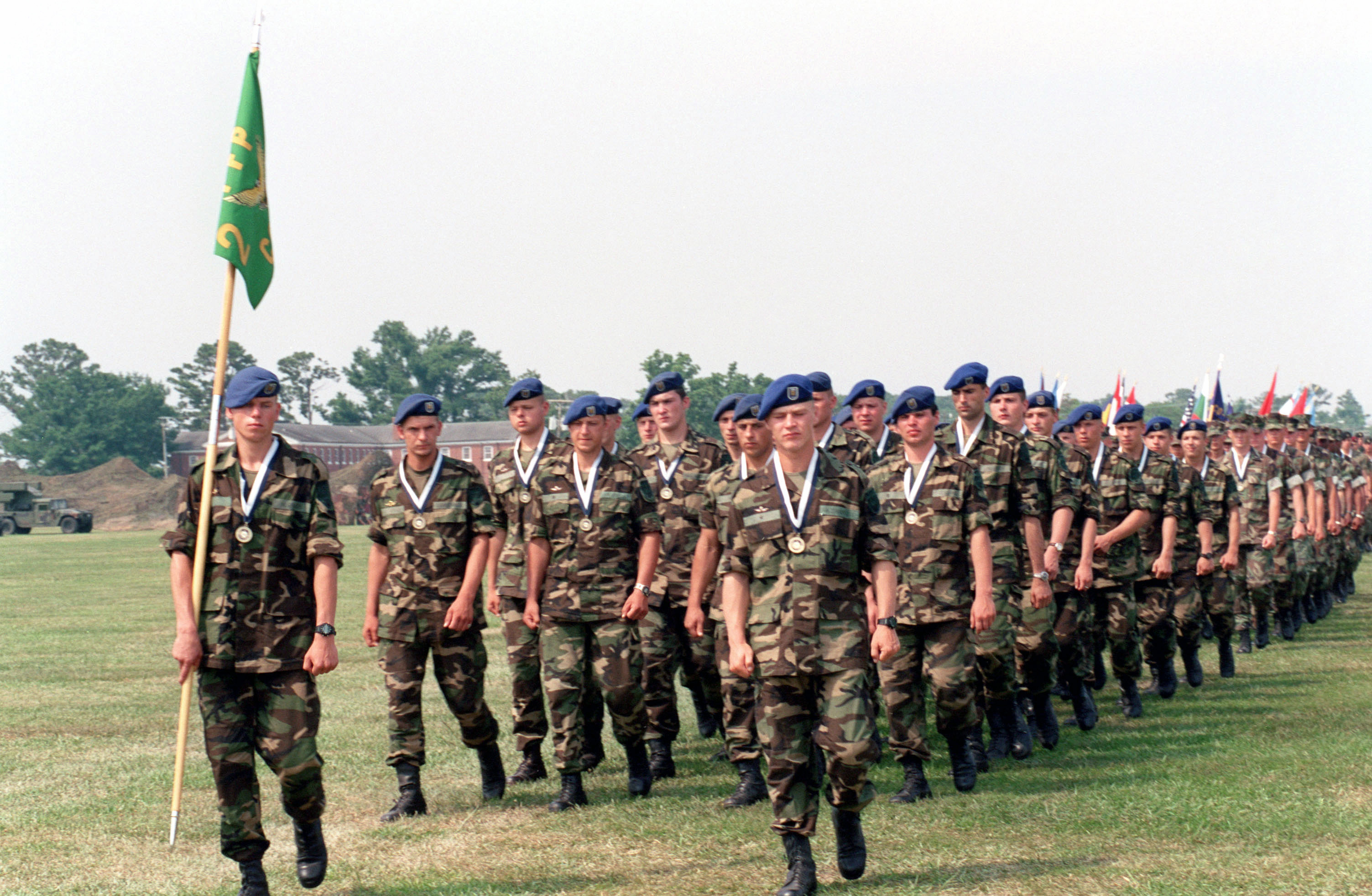
Una sección de las Fuerzas Armadas de Letonia en la Base del Cuerpo de Marines Camp Lejeune.

Una cadena de mando o canal de mando es un sistema de envío de información característico de organizaciones con estructuras jerárquicas fuertes, verticales y autoritarias, como lo son las organizaciones político-partidarias y las militares, en donde las órdenes, recompensas y penalizaciones fluyen desde la punta de la pirámide organizacional a la base, y donde se espera que hacia la cima de la misma solo fluyan las informaciones requeridas, de las actividades y tareas encomendadas.
El flujo continuo de la cadena de mando establece claramente la autoridad revelándose este en función de quien reporta a quien; para establecer el concepto debemos manejar dos conceptos básicos.
1. Autoridad: Facultad o capacidad de una posición superior para dar órdenes, establecer metas o premisas y que estas sean cumplidas.
2. Unidad de mando: Principio organizativo que establece que cada supervisado debe informar solo a un superior, que evidentemente preserva la línea continua de autoridad.

Cadena de mando se evidencian jerarquías desde el más alto rango hasta el personal de mantenimiento.
- es una estructura organizacional donde se refiere a la jerarquía de relaciones de dependencia de una empresa.
- línea interrumpida de jerarquía.

## Estructura moderna

### Fuerzas terrestres
| Símbolo | Nombre                       | Tipo                               | Efectivos típicos | Unidades subordinadas               | Autoridad (OTAN)[cita requerida]                                                                                        | Autoridad (Ejército Argentino)[cita requerida] |
| ------- | ---------------------------- | ---------------------------------- | ----------------- | ----------------------------------- | --- | ---------------------------------------------- |
| XXXXXX  | Teatro de guerra             | Mandos Componentes Fuerzas Frentes | 800 000+          | 2+ grupos 2+ teatros de operaciones | OF-10: General del Ejército                                                                                             | Teniente General                               |
| XXXXX   | Grupo de ejércitos           | Gran unidad superior               | 400 000+          | 2+ ejércitos                        | OF-10: General del Ejército                                                                                             | Teniente General                               |
| XXXX    | Ejército                     | Gran unidad superior               | 100 000 — 200 000 | 2-4 cuerpos                         | OF-9: General | Teniente General                               |
| XXX     | Cuerpo de ejército           | Gran unidad superior               | 30 000 — 50 000   | 2+ divisiones                       | OF-8: Teniente General                                                                                                  | General de Ejército                            |
| XX      | División                     | Gran unidad elemental              | 10 000 — 30 000   | 2-4 brigadas                        | OF-7: Mayor General | General de División                            |
| X       | Brigada                      | Gran unidad elemental              | 4000 — 5000       | 2+ regimientos 3-6 batallones       | OF-6: Brigadier General                                                                                                 | General de Brigada                             |
| III     | Regimiento Agrupación Tercio | Pequeña unidad                     | 2000 — 3000       | 2+ batallones, grupos o banderas    | OF-5: Coronel | Coronel                                        |
| II      | Batallón Grupo Bandera Tabor | Pequeña unidad                     | 500 — 1000        | 2-6 compañías, baterías o tropas    | OF-4: Teniente coronel                                                                                                  | Teniente coronel                               |
| I       | Compañía Batería Tropa       | Pequeña unidad                     | 80 — 250          | 2-8 secciones                       | OF-3: Comandante o Mayor OF-2: Capitán                                                                                  | Capitán o Mayor                                |
| •••     | Sección                      | Pequeña unidad                     | 26 — 55           | 2+ pelotones                        | OF-1: Teniente Primero o Teniente Segundo                                                                               | Teniente o Teniente Primero                    |
| ••      | Pelotón Patrulla             | Pequeña unidad                     | 12 — 24           | 2+ escuadrones 3-6 escuadras        | OR-9: Sargento Mayor del Ejército, Sargento Mayor de Comando o Sargento Mayor OR-8: Sargento Maestro o Sargento Primero |                                                |
| •       | Escuadrón Tripulación        | Pequeña unidad                     | 8 — 12            | 2-3 escuadras                       | OR-7: Sargento de Primera Clase OR-6: Sargento de Segunda Clase                                                         |                                                |
| Ø       | Escuadra                     | Pequeña unidad                     | 4                 |                                     | OR-5: Sargento OR 4: Cabo o Especialista                                                                                |                                                |
| Ø       | Escuadra de maniobra         |                                    | 2                 |                                     | OR-3: Soldado de Primera Clase OR-2: Soldado                                                                            |                                                |